# Élections à Fontenay-aux-Roses
Cette page recense les résultats des scrutins ayant eu lieu sous la Ve République dans la commune de Fontenay-aux-Roses dans les Hauts-de-Seine.

## Élections municipales à Fontenay-aux-Roses
Les élections municipales ont lieu tous les six ans dans l'ensemble des communes françaises. Le mode de scrutin appliqué aux élections municipales dans la ville est le suivant : Il s'agit d'un scrutin proportionnel de liste avec prime majoritaire. Au premier tour, la liste qui remporte la majorité absolue et le vote d'au moins le quart des électeurs inscrits remporte 50 % des sièges, le reste est réparti entre toutes les listes ayant obtenu au moins 5 % des suffrages exprimés ; si aucune liste n'obtient la majorité absolue, un second tour a lieu auquel peuvent se présenter les listes ayant réuni au moins 10 % des suffrages exprimés au premier tour (les listes ayant obtenu au moins 5 % peuvent fusionner avec une liste qualifiée pour le second tour). Au second tour, la liste arrivée en tête obtient 50 % des sièges et le reste est réparti entre toutes les listes ayant obtenu au moins 5 %. En application de la loi de 2007 sur la parité, les listes doivent être composées alternativement d'un candidat de chaque sexe.

### 2020
Maire sortant : Laurent Vastel (UDI) / Maire élu : Laurent Vastel (UDI)
35 sièges à pourvoir
| Tête de liste  | Tête de liste            | Nuance         | Premier tour | Premier tour | Premier tour | Second tour | Second tour | Second tour | Second tour |
| Tête de liste  | Tête de liste            | Nuance         | Voix         | %            | % inscrits   | Voix        | %           | % inscrits  | Sièges      |
| -------------- | ------------------------ | -------------- | ------------ | ------------ | ------------ | ----------- | ----------- | ----------- | ----------- |
|                | Laurent Vastel           | UDI            | 2 808        | 42,77        | 18,45        | 3 090       | 52,89       | 20,27       | 27          |
|                | Gilles Mergy             | DVG            | 1 554        | 23,67        | 10,21        | 2 752       | 47,11       | 18,05       | 8           |
|                | Pascal Buchet            | UG             | 1 168        | 17,79        | 7,67         | 2 752       | 47,11       | 18,05       | 8           |
|                | Suzanne Bourdet          | DVC            | 493          | 7,50         | 3,24         |             |             |             |             |
|                | Céline Alvaro            | DVC            | 289          | 4,40         | 1,89         |             |             |             |             |
|                | Corine Schäfer-Bénétreau | DVG            | 253          | 3,85         | 1,66         |             |             |             |             |
|                |                          |                |              |              |              |             |             |             |             |
| Inscrits       | Inscrits                 | Inscrits       | 15 214       |              | 100,0        | 15 244      |             | 100,0       |             |
| Abstentions    | Abstentions              | Abstentions    | 8 498        |              | 55,86        | 9 239       |             | 60,61       |             |
| Votants        | Votants                  | Votants        | 6 716        |              | 44,14        | 6 005       |             | 39,39       |             |
| Blancs et nuls | Blancs et nuls           | Blancs et nuls | 151          | 2,25         | 0,99         | 163         | 2,71        | 1,07        |             |
| Exprimés       | Exprimés                 | Exprimés       | 6 565        | 97,75        | 43,15        | 5 842       | 97,29       | 38,32       |             |

### 2014
Maire sortant : Pascal Buchet (PS) / Maire élu : Laurent Vastel (DVD)
35 sièges à pourvoir
| Tête de liste  | Tête de liste    | Nuance         | Premier tour | Premier tour | Premier tour | Second tour | Second tour | Second tour | Second tour |
| Tête de liste  | Tête de liste    | Nuance         | Voix         | %            | % inscrits   | Voix        | %           | % inscrits  | Sièges      |
| -------------- | ---------------- | -------------- | ------------ | ------------ | ------------ | ----------- | ----------- | ----------- | ----------- |
|                | Pascal Buchet    | UG             | 3 321        | 37,64        | 21,25        | 4 294       | 47,08       | 27,47       | 8           |
|                | Laurent Vastel   | UD             | 2 217        | 25,12        | 14,19        | 4 826       | 52,91       | 30,88       | 27          |
|                | Dominique Lafon  | DVG            | 1 144        | 12,96        | 7,32         | 4 826       | 52,91       | 30,88       | 27          |
|                | Michel Faye      | DIV            | 1 076        | 12,19        | 6,88         | 4 826       | 52,91       | 30,88       | 27          |
|                | Philippe Ribatto | DVD            | 1 066        | 12,08        | 6,82         | 4 826       | 52,91       | 30,88       | 27          |
|                |                  |                |              |              |              |             |             |             |             |
| Inscrits       | Inscrits         | Inscrits       | 15 629       |              | 100,0        | 15 629      |             | 100,0       |             |
| Abstentions    | Abstentions      | Abstentions    | 6 540        |              | 41,85        | 6 182       |             | 39,55       |             |
| Votants        | Votants          | Votants        | 9 089        |              | 58,15        | 9 447       |             | 60,45       |             |
| Blancs et nuls | Blancs et nuls   | Blancs et nuls | 265          | 2,92         | 1,70         | 327         | 3,46        | 2,06        |             |
| Exprimés       | Exprimés         | Exprimés       | 8 824        | 97,08        | 56,46        | 9 120       | 96,54       | 58,35       |             |

### 2008
Maire sortant : Pascal Buchet (PS) / Maire élu : Pascal Buchet (PS)
35 sièges à pourvoir
| Tête de liste  | Tête de liste              | Nuance         | Premier tour | Premier tour | Premier tour | Premier tour |
| Tête de liste  | Tête de liste              | Nuance         | Voix         | %            | % inscrits   | Sièges       |
| -------------- | -------------------------- | -------------- | ------------ | ------------ | ------------ | ------------ |
|                | Pascal Buchet              | UG             | 5 175        | 55,99        | 32,94        | 28           |
|                | Muriel Galante-Guilleminot | MAJ            | 2 530        | 27,37        | 16,11        | 5            |
|                | Michel Faye                | VEC            | 937          | 10,14        | 5,97         | 1            |
|                | Vincent Wehbi              | LCMD           | 601          | 6,50         | 3,83         | 1            |
|                |                            |                |              |              |              |              |
| Inscrits       | Inscrits                   | Inscrits       | 15 708       | 100,0        |              |              |
| Abstentions    | Abstentions                | Abstentions    | 6 285        | 40,01        |              |              |
| Votants        | Votants                    | Votants        | 9 423        | 59,99        |              |              |
| Blancs et nuls | Blancs et nuls             | Blancs et nuls | 180          | 1,15         |              |              |
| Exprimés       | Exprimés                   | Exprimés       | 9 243        | 58,84        |              |              |

### 2001
Maire sortant : Pascal Buchet (PS) / Maire élu : Pascal Buchet (PS)
35 sièges à pourvoir
| Candidat       | Candidat       | Nuance         | Premier tour | Premier tour | Premier tour | Premier tour |
| Candidat       | Candidat       | Nuance         | Voix         | %            | % inscrits   | Sièges       |
| -------------- | -------------- | -------------- | ------------ | ------------ | ------------ | ------------ |
|                | Pascal Buchet  | LGA            | 4 801        | 58,14        | 34,74        | 28           |
|                | Vincent Wehbi  | LDR            | 1 762        | 21,34        | 12,75        | 4            |
|                | Marc Le Dorh   | LDD            | 1 694        | 20,52        | 12,26        | 3            |
|                |                |                |              |              |              |              |
| Inscrits       | Inscrits       | Inscrits       | 13 818       | 100,0        |              |              |
| Abstentions    | Abstentions    | Abstentions    | 5 224        | 37,81        |              |              |
| Votants        | Votants        | Votants        | 8 594        | 62,19        |              |              |
| Blancs et nuls | Blancs et nuls | Blancs et nuls | 337          | 3,92         |              |              |
| Exprimés       | Exprimés       | Exprimés       | 8 257        | 59,76        |              |              |

### 1995
Maire sortant : Pascal Buchet (PS) / Maire élu : Pascal Buchet (PS)
35 sièges à pourvoir
| Candidat       | Candidat       | Nuance         | Premier tour | Premier tour | Premier tour | Premier tour |
| Candidat       | Candidat       | Nuance         | Voix         | %            | % inscrits   | Sièges       |
| -------------- | -------------- | -------------- | ------------ | ------------ | ------------ | ------------ |
|                | Pascal Buchet  | UG             | 4 588        | 50,51        | 30,62        | 27           |
|                | Guy Berger     | UD             | 2 733        | 30,09        | 18,24        | 5            |
|                | Michel Faye    | ÉCO            | 1 086        | 11,95        | 7,25         | 2            |
|                | Monique Lefort | FN             | 675          | 7,43         | 4,51         | 1            |
|                |                |                |              |              |              |              |
| Inscrits       | Inscrits       | Inscrits       | 14 983       |              | 100,0        |              |
| Abstentions    | Abstentions    | Abstentions    | 5 750        |              | 38,38        |              |
| Votants        | Votants        | Votants        | 9 233        |              | 61,62        |              |
| Blancs et nuls | Blancs et nuls | Blancs et nuls | 151          | 1,64         | 1,01         |              |
| Exprimés       | Exprimés       | Exprimés       | 9 082        |              | 60,62        |              |

35 sièges à pourvoir

### 1994
Maire sortant : Alain Moizan (RPR) / Maire élu : Pascal Buchet (PS)
35 sièges à pourvoir
| Tête de liste  | Tête de liste       | Nuance      | Premier tour | Premier tour | Premier tour | Second tour | Second tour | Second tour | Second tour |
| Tête de liste  | Tête de liste       | Nuance      | Voix         | %            | % inscrits   | Voix        | %           | % inscrits  | Sièges      |
| -------------- | ------------------- | ----------- | ------------ | ------------ | ------------ | ----------- | ----------- | ----------- | ----------- |
|                | Pascal Buchet       | UG          | 2 519        | 36,05        | 17,29        | 3 903       | 45,62       | 26,79       | 26          |
|                | Denis Ledoux        | ÉCO         | 1 076        | 15,40        | 7,39         | 1 558       | 18,21       | 10,69       | 3           |
|                | Jacqueline Reissier | RPR         | 1 054        | 15,08        | 7,23         | 3 094       | 36,16       | 21,24       | 6           |
|                | Alain Meyran        | UDF         | 961          | 13,75        | 6,60         | 3 094       | 36,16       | 21,24       | 6           |
|                | Annie Limagne       | RPR diss.   | 765          | 10,95        | 5,25         |             |             |             |             |
|                | Pierre Marino       | RPR diss.   | 611          | 8,74         | 4,19         |             |             |             |             |
|                |                     |             |              |              |              |             |             |             |             |
| Inscrits       | Inscrits            | Inscrits    | 14 569       |              | 100,0        | 14 569      |             | 100,0       |             |
| Abstentions    | Abstentions         | Abstentions |              |              | 50,97        |             |             | 39,25       |             |
| Votants        | Votants             | Votants     | 7 142        |              |              | 8 850       |             |             |             |
| Blancs et nuls |                     |             |              |              |              |             |             |             |             |
| Exprimés       | Exprimés            | Exprimés    | 6 986        |              |              | 8 855       |             |             |             |

### 1989
Maire sortant : Jean Fournier (UDF) / Maire élu : Alain Moizan (RPR)
35 sièges à pourvoir
| Tête de liste  | Tête de liste    | Nuance         | Premier tour | Premier tour | Premier tour | Second tour | Second tour | Second tour | Second tour |
| Tête de liste  | Tête de liste    | Nuance         | Voix         | %            | % inscrits   | Voix        | %           | % inscrits  | Sièges      |
| -------------- | ---------------- | -------------- | ------------ | ------------ | ------------ | ----------- | ----------- | ----------- | ----------- |
|                | Georges Le Baill | UG             | 3 659        | 40,16        | 24,04        | 4 542       | 48,24       | 29,85       | 8           |
|                | Alain Moizan     | RPR            | 3 127        | 34,32        | 20,55        | 4 873       | 51,75       | 32,02       | 27          |
|                | Jean Fournier    | UDF            | 2 323        | 25,50        | 15,26        |             |             |             |             |
|                |                  |                |              |              |              |             |             |             |             |
| Inscrits       | Inscrits         | Inscrits       | 15 218       |              | 100,0        | 15 218      |             | 100,0       |             |
| Abstentions    | Abstentions      | Abstentions    |              |              | 38,64        |             |             | 36,50       |             |
| Votants        | Votants          | Votants        | 9 337        |              |              | 9 663       |             |             |             |
| Blancs et nuls | Blancs et nuls   | Blancs et nuls | 228          |              | 1,50         | 248         |             | 1,63        |             |
| Exprimés       | Exprimés         | Exprimés       | 9 109        |              | 59,85        | 9 415       |             | 61,87       |             |

## Élections présidentielles à Fontenay-aux-Roses
Les règles de scrutin applicables aux élections présidentielles sont définies au niveau national. Les résultats ci-dessous correspondent aux scores obtenus par les différents candidats dans la commune.

### 2022
Président de la République sortant : Emmanuel Macron (LREM) / Président de la République élu : Emmanuel Macron (LREM)
| Candidat       | Candidat              | Parti          | Premier tour | Premier tour | Premier tour | Second tour | Second tour | Second tour |
| Candidat       | Candidat              | Parti          | Voix         | %            | % inscrits   | Voix        | %           | % inscrits  |
| -------------- | --------------------- | -------------- | ------------ | ------------ | ------------ | ----------- | ----------- | ----------- |
|                | Emmanuel Macron       | LREM           | 3 721        | 32,92        | 25,20        | 7 801       | 78,94       | 52,82       |
|                | Jean-Luc Mélenchon    | FI             | 2 496        | 29,53        | 22,60        |             |             |             |
|                | Marine Le Pen         | FN             | 1 049        | 9,28         | 7,11         | 2 081       | 21,06       | 14,09       |
|                | Yannick Jadot         | EELV           | 789          | 6,98         | 5,34         |             |             |             |
|                | Valérie Pécresse      | LR             | 712          | 6,30         | 4,82         |             |             |             |
|                | Éric Zemmour          | LR             | 706          | 6,25         | 4,78         |             |             |             |
|                | Fabien Roussel        | PCF            | 248          | 2,19         | 1,68         |             |             |             |
|                | Anne Hidalgo          | PS             | 247          | 2,19         | 1,67         |             |             |             |
|                | Jean Lassalle         | Résistons      | 188          | 1,66         | 1,27         |             |             |             |
|                | Nicolas Dupont-Aignan | DLF            | 173          | 1,53         | 1,17         |             |             |             |
|                | Philippe Poutou       | NPA            | 82           | 0,73         | 0,56         |             |             |             |
|                | Nathalie Arthaud      | LO             | 50           | 0,44         | 0,34         |             |             |             |
|                |                       |                |              |              |              |             |             |             |
| Inscrits       | Inscrits              | Inscrits       | 14 764       |              | 100,0        | 14 770      |             | 100,0       |
| Abstentions    | Abstentions           | Abstentions    | 3 267        |              | 22,13        | 4 040       |             | 27,35       |
| Votants        | Votants               | Votants        | 11 497       |              | 77,87        | 10 730      |             | 72,65       |
| Blancs et nuls | Blancs et nuls        | Blancs et nuls | 195          | 1,70         | 1,32         | 848         | 7,90        | 5,75        |
| Exprimés       | Exprimés              | Exprimés       | 11 302       | 98,30        | 76,55        | 9 882       | 92,10       | 66,91       |

### 2017
Président de la République sortant : François Hollande (PS) / Président de la République élu : Emmanuel Macron (EM)
| Candidat       | Candidat              | Parti          | Premier tour | Premier tour | Premier tour | Second tour | Second tour | Second tour |
| Candidat       | Candidat              | Parti          | Voix         | %            | % inscrits   | Voix        | %           | % inscrits  |
| -------------- | --------------------- | -------------- | ------------ | ------------ | ------------ | ----------- | ----------- | ----------- |
|                | Emmanuel Macron       | EM             | 4 194        | 34,72        | 26,15        | 9 009       | 85,04       | 56,18       |
|                | Jean-Luc Mélenchon    | FI             | 2 496        | 20,66        | 15,56        |             |             |             |
|                | François Fillon       | LR             | 2 417        | 20,01        | 15,07        |             |             |             |
|                | Benoît Hamon          | PS             | 1 130        | 9,36         | 7,05         |             |             |             |
|                | Marine Le Pen         | FN             | 980          | 8,11         | 6,11         | 1 585       | 14,96       | 9,88        |
|                | Nicolas Dupont-Aignan | DLF            | 431          | 3,57         | 2,69         |             |             |             |
|                | François Asselineau   | UPR            | 130          | 1,08         | 0,81         |             |             |             |
|                | Philippe Poutou       | NPA            | 117          | 0,97         | 0,73         |             |             |             |
|                | Jean Lassalle         | Résistons      | 90           | 0,75         | 0,56         |             |             |             |
|                | Nathalie Arthaud      | LO             | 65           | 0,54         | 0,41         |             |             |             |
|                | Jacques Cheminade     | S&P            | 29           | 0,24         | 0,18         |             |             |             |
|                |                       |                |              |              |              |             |             |             |
| Inscrits       | Inscrits              | Inscrits       | 16 036       |              | 100,0        | 16 037      |             | 100,0       |
| Abstentions    | Abstentions           | Abstentions    | 3 739        |              | 23,32        | 4 490       |             | 28,00       |
| Votants        | Votants               | Votants        | 12 297       |              | 76,68        | 11 547      |             | 72,00       |
| Blancs et nuls | Blancs et nuls        | Blancs et nuls | 218          | 1,78         | 1,36         | 953         | 8,25        | 5,94        |
| Exprimés       | Exprimés              | Exprimés       | 12 079       | 98,23        | 75,32        | 10 594      | 91,75       | 66,06       |

### 2012
Président de la République sortant : Nicolas Sarkozy (UMP) / Président de la République élu : François Hollande (PS)
| Candidat       | Candidat              | Parti          | Premier tour | Premier tour | Premier tour | Second tour | Second tour | Second tour |
| Candidat       | Candidat              | Parti          | Voix         | %            | % inscrits   | Voix        | %           | % inscrits  |
| -------------- | --------------------- | -------------- | ------------ | ------------ | ------------ | ----------- | ----------- | ----------- |
|                | François Hollande     | PS             | 4 152        | 35,29        | 27,29        | 6 985       | 58,53       | 45,85       |
|                | Nicolas Sarkozy       | UMP            | 3 000        | 25,50        | 19,71        | 4 949       | 41,47       | 32,49       |
|                | Jean-Luc Mélenchon    | FDG            | 1 420        | 12,07        | 9,33         |             |             |             |
|                | François Bayrou       | MoDem          | 1 376        | 11,69        | 9,04         |             |             |             |
|                | Marine Le Pen         | FN             | 1 029        | 8,74         | 6,76         |             |             |             |
|                | Eva Joly              | EELV           | 379          | 3,22         | 2,49         |             |             |             |
|                | Nicolas Dupont-Aignan | DLR            | 210          | 1,78         | 1,38         |             |             |             |
|                | Philippe Poutou       | NPA            | 113          | 0,96         | 0,74         |             |             |             |
|                | Nathalie Arthaud      | LO             | 48           | 0,41         | 0,32         |             |             |             |
|                | Jacques Cheminade     | S&P            | 40           | 0,34         | 0,26         |             |             |             |
|                |                       |                |              |              |              |             |             |             |
| Inscrits       | Inscrits              | Inscrits       | 15 217       |              | 100,0        | 15 234      |             | 100,0       |
| Abstentions    | Abstentions           | Abstentions    | 3 289        |              | 21,61        | 2 790       |             | 18,31       |
| Votants        | Votants               | Votants        | 11 928       |              | 78,39        | 12 444      |             | 81,69       |
| Blancs et nuls | Blancs et nuls        | Blancs et nuls | 161          | 1,35         | 1,06         | 510         | 4,10        | 3,35        |
| Exprimés       | Exprimés              | Exprimés       | 11 767       |              | 77,33        | 11 934      |             | 78,34       |

### 2007
Président de la République sortant : Jacques Chirac (UMP) / Président de la République élu : Nicolas Sarkozy (UMP)
| Candidat       | Candidat             | Parti          | Premier tour | Premier tour | Premier tour | Second tour | Second tour | Second tour |
| Candidat       | Candidat             | Parti          | Voix         | %            | % inscrits   | Voix        | %           | % inscrits  |
| -------------- | -------------------- | -------------- | ------------ | ------------ | ------------ | ----------- | ----------- | ----------- |
|                | Ségolène Royal       | PS             | 4 027        | 30,78        | 26,43        | 6 606       | 52,97       | 43,35       |
|                | Nicolas Sarkozy      | UMP            | 3 942        | 30,13        | 25,88        | 5 865       | 47,03       | 38,49       |
|                | François Bayrou      | UDF            | 3 050        | 23,31        | 20,02        |             |             |             |
|                | Jean-Marie Le Pen    | FN             | 667          | 5,10         | 4,38         |             |             |             |
|                | Olivier Besancenot   | LCR            | 437          | 3,34         | 2,87         |             |             |             |
|                | Marie-George Buffet  | PCF            | 252          | 1,93         | 1,65         |             |             |             |
|                | Dominique Voynet     | LV             | 230          | 1,76         | 1,51         |             |             |             |
|                | Philippe de Villiers | MPF            | 177          | 1,35         | 1,16         |             |             |             |
|                | José Bové            | DVG            | 114          | 0,87         | 0,75         |             |             |             |
|                | Arlette Laguiller    | LO             | 110          | 0,84         | 0,72         |             |             |             |
|                | Frédéric Nihous      | CPNT           | 39           | 0,30         | 0,26         |             |             |             |
|                | Gérard Schivardi     | PT             | 39           | 0,30         | 0,26         |             |             |             |
|                |                      |                |              |              |              |             |             |             |
| Inscrits       | Inscrits             | Inscrits       | 15 234       |              | 100,0        | 15 238      |             | 100,0       |
| Abstentions    | Abstentions          | Abstentions    | 2 027        |              | 13,31        | 2 269       |             | 14,89       |
| Votants        | Votants              | Votants        | 13 207       |              | 86,69        | 12 969      |             | 85,11       |
| Blancs et nuls | Blancs et nuls       | Blancs et nuls | 123          | 0,93         | 0,80         | 498         | 3,84        | 3,27        |
| Exprimés       | Exprimés             | Exprimés       | 13 084       |              | 85,89        | 12 471      |             | 81,84       |

### 2002
Président de la République sortant : Jacques Chirac (RPR) / Président de la République élu : Jacques Chirac (RPR)
| Candidat       | Candidat                | Parti          | Premier tour | Premier tour | Premier tour | Second tour | Second tour | Second tour |
| Candidat       | Candidat                | Parti          | Voix         | %            | % inscrits   | Voix        | %           | % inscrits  |
| -------------- | ----------------------- | -------------- | ------------ | ------------ | ------------ | ----------- | ----------- | ----------- |
|                | Lionel Jospin           | PS             | 1 938        | 20,11        | 13,70        |             |             |             |
|                | Jacques Chirac          | RPR            | 1 918        | 19,91        | 13,56        | 10 143      | 89,07       | 71,69       |
|                | Jean-Marie Le Pen       | FN             | 1 036        | 10,75        | 7,32         | 1 245       | 10,93       | 8,80        |
|                | François Bayrou         | UDF            | 826          | 8,57         | 5,84         |             |             |             |
|                | Jean-Pierre Chevènement | MDC            | 778          | 8.07         | 5,50         |             |             |             |
|                | Noël Mamère             | LV             | 573          | 5,95         | 4,05         |             |             |             |
|                | Alain Madelin           | DL             | 448          | 4,65         | 3,17         |             |             |             |
|                | Christiane Taubira      | PRG            | 416          | 4,32         | 2,94         |             |             |             |
|                | Arlette Laguiller       | LO             | 359          | 3,73         | 2,54         |             |             |             |
|                | Olivier Besancenot      | LCR            | 340          | 3,53         | 2,40         |             |             |             |
|                | Robert Hue              | PCF            | 336          | 3,49         | 2,37         |             |             |             |
|                | Corinne Lepage          | Cap21          | 276          | 2,86         | 1,95         |             |             |             |
|                | Bruno Mégret            | MNR            | 164          | 1,70         | 1,16         |             |             |             |
|                | Christine Boutin        | FRS            | 120          | 1,25         | 0,85         |             |             |             |
|                | Jean Saint-Josse        | CPNT           | 60           | 0,62         | 0,42         |             |             |             |
|                | Daniel Gluckstein       | PT             | 47           | 0,49         | 0,33         |             |             |             |
|                |                         |                |              |              |              |             |             |             |
| Inscrits       | Inscrits                | Inscrits       | 14 148       |              | 100,0        | 14 148      |             | 100,0       |
| Abstentions    | Abstentions             | Abstentions    | 4 309        |              | 30,46        | 2 388       |             | 16,88       |
| Votants        | Votants                 | Votants        | 9 837        |              | 69,54        | 11 760      |             | 83,12       |
| Blancs et nuls | Blancs et nuls          | Blancs et nuls | 202          | 2,05         | 1,43         | 372         | 3,16        | 2,63        |
| Exprimés       | Exprimés                | Exprimés       | 9 635        |              | 68,11        | 11 388      |             | 80,49       |

### 1995
Président de la République sortant : François Mitterrand (PS) / Président de la République élu : Jacques Chirac (RPR)
| Candidat       | Candidat             | Parti          | Premier tour | Premier tour | Premier tour | Second tour | Second tour | Second tour |
| Candidat       | Candidat             | Parti          | Voix         | %            | % inscrits   | Voix        | %           | % inscrits  |
| -------------- | -------------------- | -------------- | ------------ | ------------ | ------------ | ----------- | ----------- | ----------- |
|                | Lionel Jospin        | PS             | 3 172        | 28,42        | 21,26        | 5 300       | 46,11       | 35,53       |
|                | Jacques Chirac       | RPR            | 2 687        | 24,07        | 18,01        | 6 195       | 53,89       | 41,53       |
|                | Édouard Balladur     | UDF            | 1 978        | 17,72        | 13,26        |             |             |             |
|                | Jean-Marie Le Pen    | FN             | 1 157        | 10,37        | 7,76         |             |             |             |
|                | Robert Hue           | PCF            | 804          | 7,20         | 5,39         |             |             |             |
|                | Arlette Laguiller    | LO             | 615          | 5,51         | 4,12         |             |             |             |
|                | Dominique Voynet     | LV             | 393          | 3,52         | 2,63         |             |             |             |
|                | Philippe de Villiers | MPF            | 330          | 2,96         | 2,21         |             |             |             |
|                | Jacques Cheminade    | NS             | 26           | 0,23         | 0,17         |             |             |             |
|                |                      |                |              |              |              |             |             |             |
| Inscrits       | Inscrits             | Inscrits       | 14 917       |              | 100,0        | 14 917      |             | 100,0       |
| Abstentions    | Abstentions          | Abstentions    | 3 559        |              | 23,86        | 2 889       |             | 19,37       |
| Votants        | Votants              | Votants        | 11 358       |              | 76,14        | 12 028      |             | 80,63       |
| Blancs et nuls | Blancs et nuls       | Blancs et nuls | 196          | 1,73         | 1,31         | 533         | 4,43        | 3,57        |
| Exprimés       | Exprimés             | Exprimés       | 11 162       |              | 74,83        | 11 495      |             | 77,06       |

### 1988
| Candidat       | Candidat            | Parti     | Premier tour | Premier tour | Premier tour | Second tour | Second tour | Second tour |
| Candidat       | Candidat            | Parti     | Voix         | %            | % inscrits   | Voix        | %           | % inscrits  |
| -------------- | ------------------- | --------- | ------------ | ------------ | ------------ | ----------- | ----------- | ----------- |
|                | François Mitterrand | PS        | 4 033        | 33,00        |              |             |             |             |
|                | Jacques Chirac      | RPR       | 2 721        | 22,26        |              |             |             |             |
|                | Raymond Barre       | UDF       | 2 163        | 17,70        |              |             |             |             |
|                | Jean-Marie Le Pen   | FN        | 1 436        | 11,75        |              |             |             |             |
|                | André Lajoinie      | PC        | 673          | 5,50         |              |             |             |             |
|                | Antoine Waechter    | LV        | 562          | 4,59         |              |             |             |             |
|                | Pierre Juquin       | PSU - LCR | 343          | 2,80         |              |             |             |             |
|                | Arlette Laguiller   | LO        | 238          | 1,94         |              |             |             |             |
|                | Pierre Boussel      | MPPT      | 51           | 0,41         |              |             |             |             |
|                |                     |           |              |              |              |             |             |             |
| Inscrits       | Inscrits            | Inscrits  | 15 025       |              | 100,0        |             |             | 100,0       |
| Abstentions    |                     |           |              |              |              |             |             |             |
| Votants        |                     |           |              |              |              |             |             |             |
| Blancs et nuls |                     |           |              |              |              |             |             |             |
| Exprimés       | Exprimés            | Exprimés  | 12 220       |              |              |             |             |             |

## Élections législatives à Fontenay-aux-Roses
Le canton de Fontenay-aux-Roses fait partie de la 12e circonscription des Hauts-de-Seine, qui comporte également les cantons de Clamart, de Châtillon, et du Plessis-Robinson. Les élections législatives visent à élire un député et un suppléant de sexe opposé à l'échelle d'une circonscription.

### 2022
Député sortant : Jean-Louis Bourlanges (MoDem) / Député élu : Jean-Louis Bourlanges (MoDem)
Résultats des élections législatives de 2022 à Fontenay-aux-Roses
| Candidat       | Candidat              | Parti          | Premier tour | Premier tour | Premier tour | Second tour | Second tour | Second tour |
| Candidat       | Candidat              | Parti          | Voix         | %            | % inscrits   | Voix        | %           | % inscrits  |
| -------------- | --------------------- | -------------- | ------------ | ------------ | ------------ | ----------- | ----------- | ----------- |
|                | Cathy Thomas          | REV            | 2 591        | 33,71        | 17,54        |             | 46,89       |             |
|                | Jean-Louis Bourlanges | MoDem          | 2 106        | 27,40        | 14,25        |             | 53,11       |             |
|                | Laurent Vastel        | UDI            | 1 167        | 15,18        | 7,90         |             |             |             |
|                | Marc Thomas           | RN             | 468          | 6,09         | 3,17         |             |             |             |
|                | Benoit Blot           | LR             | 425          | 5,53         | 2,88         |             |             |             |
|                | Florent Noblet        | REC            | 304          | 3,95         | 2,06         |             |             |             |
|                | Hayat Bakhti          | EAC            | 201          | 2,61         | 1,36         |             |             |             |
|                | Guillaume Prevel      | PA             | 145          | 1,89         | 0,98         |             |             |             |
|                | Céline Gaben          | DLF            | 110          | 1,43         | 0,74         |             |             |             |
|                | Yann Bernard          | LO             | 77           | 1,00         | 0,52         |             |             |             |
|                | Florian Samiez        | PP             | 55           | 0,72         | 0,37         |             |             |             |
|                | Kamel Ghaleb          | UDMF           | 38           | 0,49         | 0,26         |             |             |             |
|                |                       |                |              |              |              |             |             |             |
| Inscrits       | Inscrits              | Inscrits       | 14 775       |              | 100,0        |             |             |             |
| Abstentions    | Abstentions           | Abstentions    | 6 947        |              | 47,02        |             |             |             |
| Votants        | Votants               | Votants        | 7 828        |              | 52,98        |             |             |             |
| Blancs et nuls | Blancs et nuls        | Blancs et nuls | 141          | 1,80         | 0,95         |             |             |             |
| Exprimés       | Exprimés              | Exprimés       | 7 687        | 98,2         |              |             |             |             |

### 2017
Député sortant : Jean-Marc Germain (PS) / Député élu : Jean-Louis Bourlanges (MoDem)
Résultats des élections législatives de 2017 à Fontenay-aux-Roses
| Candidat       | Candidat              | Parti          | Premier tour | Premier tour | Premier tour | Second tour | Second tour | Second tour |
| Candidat       | Candidat              | Parti          | Voix         | %            | % inscrits   | Voix        | %           | % inscrits  |
| -------------- | --------------------- | -------------- | ------------ | ------------ | ------------ | ----------- | ----------- | ----------- |
|                | Jean-Louis Bourlanges | MoDem          | 3 437        | 41,91        | 21,42        | 4 005       | 64,71       | 24,95       |
|                | Philippe Pemezec      | LR             | 1 499        | 18,28        | 9,34         | 2 184       | 35,29       | 13,61       |
|                | Jean-Marc Germain     | PS             | 997          | 12,16        | 6,21         |             |             |             |
|                | Madeleine Bahloul     | LFI            | 884          | 10,78        | 5,51         |             |             |             |
|                | Damien Yvenat         | FN             | 375          | 4,57         | 2,34         |             |             |             |
|                | Théo Garcia-Badin     | EELV           | 344          | 4,20         | 2,14         |             |             |             |
|                | Christophe Leroy      | PCF            | 151          | 1,84         | 0,94         |             |             |             |
|                | Guillaume Prevel      | PA             | 145          | 1,77         | 0,90         |             |             |             |
|                | Emmanuelle Séjourné   | DLF            | 104          | 1,27         | 0,65         |             |             |             |
|                | Florence Ascouet      | UPR            | 74           | 0,90         | 0,46         |             |             |             |
|                | Damien Texier         | Écologiste     | 62           | 0,76         | 0,39         |             |             |             |
|                | Julien Cantat         | Divers         | 45           | 0,55         | 0,28         |             |             |             |
|                | Yann Bernard          | LO             | 39           | 0,48         | 0,24         |             |             |             |
|                | Mathieu Perdriault    | Divers         | 17           | 0,21         | 0,11         |             |             |             |
|                | Makhtar Camara        | DVD            | 14           | 0,17         | 0,09         |             |             |             |
|                | Clarisse Buchot       | Divers         | 10           | 0,12         | 0,06         |             |             |             |
|                | Alexandre Reja-Bret   | Divers         | 3            | 0,04         | 0,02         |             |             |             |
|                |                       |                |              |              |              |             |             |             |
| Inscrits       | Inscrits              | Inscrits       | 16 049       |              | 100,0        | 16 049      |             | 100,0       |
| Abstentions    | Abstentions           | Abstentions    | 7 756        |              | 48,33        | 9 154       |             | 57,04       |
| Votants        | Votants               | Votants        | 8 293        |              | 51,67        | 6 895       |             | 42,96       |
| Blancs et nuls | Blancs et nuls        | Blancs et nuls | 93           | 1,12         |              | 706         | 10,24       |             |
| Exprimés       | Exprimés              | Exprimés       | 8 200        | 98,88        |              | 6 189       | 89,76       |             |

### 2012
Député sortant : Jean-Pierre Schosteck (UMP) / Député élu : Jean-Marc Germain (PS)
Résultats des élections législatives de 2012 à Fontenay-aux-Roses
| Candidat       | Candidat            | Parti          | Premier tour | Premier tour | Premier tour | Second tour | Second tour | Second tour |
| Candidat       | Candidat            | Parti          | Voix         | %            | % inscrits   | Voix        | %           | % inscrits  |
| -------------- | ------------------- | -------------- | ------------ | ------------ | ------------ | ----------- | ----------- | ----------- |
|                | Jean-Marc Germain   | PS             | 3 882        | 42,32        | 25,49        | 5 275       | 58,73       | 34,63       |
|                | Philippe Pemezec    | UMP            | 2 885        | 31,45        | 18,94        | 3 707       | 41,27       | 24,34       |
|                | Jocelyne le Métayer | FDG            | 653          | 7,12         | 4,29         |             |             |             |
|                | Blanche Doucet      | FN             | 647          | 7,05         | 4,25         |             |             |             |
|                | Francine Bavay      | EELV           | 473          | 5,16         | 3,11         |             |             |             |
|                | Christian Delom     | MoDem          | 349          | 3,80         | 2,29         |             |             |             |
|                | Isabelle Chivilo    | Cap21          | 98           | 1,07         | 0,64         |             |             |             |
|                | Julia Carrasco      | DLR            | 78           | 0,85         | 0,51         |             |             |             |
|                | Sophie Wahnich      | PP             | 45           | 0,49         | 0,30         |             |             |             |
|                | Robert Larcher      | LO             | 44           | 0,48         | 0,29         |             |             |             |
|                | Rudolph Biérent     | S&P            | 20           | 0,22         | 0,13         |             |             |             |
|                |                     |                |              |              |              |             |             |             |
| Inscrits       | Inscrits            | Inscrits       | 15 230       |              | 100,0        | 15 232      |             | 100,0       |
| Abstentions    | Abstentions         | Abstentions    | 5 971        |              | 39,21        | 6 027       |             | 39,57       |
| Votants        | Votants             | Votants        | 9 259        |              | 60,79        | 9 205       |             | 60,43       |
| Blancs et nuls | Blancs et nuls      | Blancs et nuls | 85           | 0,92         | 0,56         | 223         | 2,42        | 1,46        |
| Exprimés       | Exprimés            | Exprimés       | 9 174        |              | 60,24        | 8 982       |             | 58,97       |

### 2008
À la suite de l'annulation de l'élection de Philippe Pemezec, prononcée par le Conseil constitutionnel le 20 novembre 2007 compte tenu de l'invalidation de ses comptes de campagne, de nouvelles élections se déroulent les dimanche 27 janvier et 3 février 2008.
Député sortant : Philippe Pemezec (UMP) / Député élu : Jean-Pierre Schosteck (UMP)
Résultats des élections législatives partielles de 2008 à Fontenay-aux-Roses
| Candidat       | Candidat              | Parti          | Premier tour | Premier tour | Premier tour | Second tour | Second tour | Second tour |
| Candidat       | Candidat              | Parti          | Voix         | %            | % inscrits   | Voix        | %           | % inscrits  |
| -------------- | --------------------- | -------------- | ------------ | ------------ | ------------ | ----------- | ----------- | ----------- |
|                | Jean-Pierre Schosteck | UMP            |              |              |              |             |             |             |
|                | Philippe Kaltenbach   | PS             |              |              |              |             |             |             |
|                | Vincent Wehbi         | MoDem          |              |              |              |             |             |             |
|                | Christian Leroy       | PCF            |              |              |              |             |             |             |
|                | Christian Hamon       | LCR            |              |              |              |             |             |             |
|                | Rodolphe Laisney      | FN             |              |              |              |             |             |             |
|                | Pascal Olivier        | MRC            |              |              |              |             |             |             |
|                |                       |                |              |              |              |             |             |             |
| Inscrits       | Inscrits              | Inscrits       | 15 468       |              | 100,0        | 15 467      |             | 100,0       |
| Abstentions    | Abstentions           | Abstentions    | 5 605        |              | 36,24        | 6 190       |             | 40,02       |
| Votants        | Votants               | Votants        | 9 863        |              | 63,76        | 9 277       |             | 59,98       |
| Blancs et nuls | Blancs et nuls        | Blancs et nuls | 84           | 0,85         | 0,54         | 173         | 1,86        | 1,12        |
| Exprimés       | Exprimés              | Exprimés       | 9 779        |              | 63,22        | 9 104       |             | 58,86       |

### 2007
Député sortant : Philippe Pemezec (UMP) / Député élu : Philippe Pemezec (UMP)
Résultats des élections législatives de 2007 à Fontenay-aux-Roses
| Candidat       | Candidat              | Parti          | Premier tour | Premier tour | Premier tour | Second tour | Second tour | Second tour |
| Candidat       | Candidat              | Parti          | Voix         | %            | % inscrits   | Voix        | %           | % inscrits  |
| -------------- | --------------------- | -------------- | ------------ | ------------ | ------------ | ----------- | ----------- | ----------- |
|                | Philippe Pemezec      | UMP            | 3 974        | 40,64        | 25,69        | 4 223       | 46,39       | 27,30       |
|                | Philippe Kaltenbach   | PS             | 3 254        | 33,28        | 21,04        | 4 881       | 53,61       | 31,56       |
|                | Christian Delom       | MoDem          | 1 092        | 11,17        | 7,06         |             |             |             |
|                | Ludovic Zanolin       | PCF            | 417          | 4,26         | 2,70         |             |             |             |
|                | Isabelle Chabran      | LV             | 374          | 3,82         | 2,42         |             |             |             |
|                | Jean-Pierre Schmitt   | FN             | 225          | 2,30         | 1,45         |             |             |             |
|                | Philippe Antzenberger | LCR            | 218          | 2,23         | 1,41         |             |             |             |
|                | Freddy Brillon        | Sans étiquette | 88           | 0,90         | 0,57         |             |             |             |
|                | Geneviève Delmatto    | MNR            | 47           | 0,48         | 0,30         |             |             |             |
|                | Robert Larcher        | LO             | 46           | 0,47         | 0,30         |             |             |             |
|                | Paul Benard           | PT             | 44           | 0,45         | 0,28         |             |             |             |
|                | Elisabeth Diaz Gomez  | Divers         | 0            | 0            | 0            |             |             |             |
|                | Denis Delvitto        | Sans étiquette | 0            | 0            | 0            |             |             |             |
|                |                       |                |              |              |              |             |             |             |
| Inscrits       | Inscrits              | Inscrits       | 15 468       |              | 100,0        | 15 467      |             | 100,0       |
| Abstentions    | Abstentions           | Abstentions    | 5 605        |              | 36,24        | 6 190       |             | 40,02       |
| Votants        | Votants               | Votants        | 9 863        |              | 63,76        | 9 277       |             | 59,98       |
| Blancs et nuls | Blancs et nuls        | Blancs et nuls | 84           | 0,85         | 0,54         | 173         | 1,86        | 1,12        |
| Exprimés       | Exprimés              | Exprimés       | 9 779        |              | 63,22        | 9 104       |             | 58,86       |

### 2002
Député sortant : Jean-Pierre Foucher (UDF) / Député élu : Philippe Pemezec (RPF)
Résultats des élections législatives de 2002 à Fontenay-aux-Roses
| Candidat       | Candidat                  | Parti          | Premier tour | Premier tour | Premier tour | Second tour | Second tour | Second tour |
| Candidat       | Candidat                  | Parti          | Voix         | %            | % inscrits   | Voix        | %           | % inscrits  |
| -------------- | ------------------------- | -------------- | ------------ | ------------ | ------------ | ----------- | ----------- | ----------- |
|                | Francine Bavay            | LV - PS        | 3 221        | 32,68        | 23,27        | 4 698       | 52,03       | 32,92       |
|                | Jean-Pierre Foucher       | UMP            | 2 640        | 26,79        | 18,50        |             |             |             |
|                | Philippe Pemezec          | RPF            | 1 982        | 20,11        | 13,89        | 4 332       | 47,97       | 30,35       |
|                | Alain Le Berre            | FN             | 671          | 6,81         | 4,70         |             |             |             |
|                | Marie-Jeanne Chillon      | PCF            | 315          | 3,20         | 2,21         |             |             |             |
|                | Jean-Paul Nicolai         | PR             | 246          | 2,50         | 1,72         |             |             |             |
|                | Corine Agnes              | LCR            | 176          | 1,79         | 1,23         |             |             |             |
|                | Monique Lecante           | Cap21          | 149          | 1,51         | 1,04         |             |             |             |
|                | Robert Larcher            | LO             | 102          | 1,03         | 0,71         |             |             |             |
|                | Pascale Doz               | Divers         | 96           | 0,97         | 0,67         |             |             |             |
|                | Pierre Waechter           | MEI            | 81           | 0,82         | 0,57         |             |             |             |
|                | Marie-Therese Lucien-Brun | MNR            | 51           | 0,52         | 0,36         |             |             |             |
|                | Bruno Lardoux             | S&P            | 41           | 0,42         | 0,29         |             |             |             |
|                | Alain Grill               | GE             | 40           | 0,41         | 0,28         |             |             |             |
|                | Pascale Delorme           | Divers         | 28           | 0,28         | 0,20         |             |             |             |
|                | Sylvie Lebois             | DVD            | 17           | 0,17         | 0,12         |             |             |             |
|                |                           |                |              |              |              |             |             |             |
| Inscrits       | Inscrits                  | Inscrits       | 14 272       |              | 100,0        | 14 272      |             | 100,0       |
| Abstentions    | Abstentions               | Abstentions    | 4 280        |              | 29,99        | 4 933       |             | 34,56       |
| Votants        | Votants                   | Votants        | 9 992        |              | 70,01        | 9 339       |             | 65,44       |
| Blancs et nuls | Blancs et nuls            | Blancs et nuls | 136          | 1,36         | 0,95         | 309         | 3,31        | 2,17        |
| Exprimés       | Exprimés                  | Exprimés       | 9 856        |              | 69,06        | 9 104       |             | 63,27       |

### 1997
Résultats des élections législatives de 1997 à Fontenay-aux-Roses
| Candidat       | Candidat            | Parti          | Premier tour | Premier tour | Premier tour | Second tour | Second tour | Second tour |
| Candidat       | Candidat            | Parti          | Voix         | %            | % inscrits   | Voix        | %           | % inscrits  |
| -------------- | ------------------- | -------------- | ------------ | ------------ | ------------ | ----------- | ----------- | ----------- |
|                | Pascal Buchet       | PS             | 3 456        | 35,14        | 23,43        | 5 265       | 50,94       | 35,70       |
|                | Jean-Pierre Foucher | UDF            | 2 245        | 22,83        | 15,22        | 5 071       | 49,06       | 34,38       |
|                | Philippe Pemezec    | RPR            | 1 313        | 13,35        | 8,90         |             |             |             |
|                | Alain Le Berre      | FN             | 1 055        | 10,73        | 7,15         |             |             |             |
|                | Gaston Peyronneau   | PCF            | 527          | 5,36         | 3,57         |             |             |             |
|                | Simon Scrive        | LV             | 463          | 4,71         | 3,14         |             |             |             |
|                | Robert Larcher      | LO             | 251          | 2,55         | 1,70         |             |             |             |
|                | Philippe Germa      | GE             | 244          | 2,48         | 1,65         |             |             |             |
|                | Nicolas Breitburd   | DVG            | 137          | 1,39         | 0,93         |             |             |             |
|                | Alain Grielen       | Divers         | 65           | 0,66         | 0,44         |             |             |             |
|                | Danielle Iltis      | PT             | 41           | 0,42         | 0,28         |             |             |             |
|                | Hervé Lecomte       | LCR            | 35           | 0,36         | 0,24         |             |             |             |
|                | Claude Garrec       | Divers         | 2            | 0,02         | 0,01         |             |             |             |
|                | Denis Morillère     | Divers         | 0            | 0            | 0            |             |             |             |
|                |                     |                |              |              |              |             |             |             |
| Inscrits       | Inscrits            | Inscrits       | 14 748       |              | 100,0        | 14 748      |             | 100,0       |
| Abstentions    | Abstentions         | Abstentions    | 4 655        |              | 31,56        | 4 006       |             | 27,16       |
| Votants        | Votants             | Votants        | 10 093       |              | 68,44        | 10 742      |             | 72,84       |
| Blancs et nuls | Blancs et nuls      | Blancs et nuls | 259          | 2,57         | 1,76         | 406         | 3,78        | 2,75        |
| Exprimés       | Exprimés            | Exprimés       | 9 834        | 97,43        | 66,68        | 10 336      | 96,22       | 70,08       |

## Élections européennes à Fontenay-aux-Roses

### 2019
Résultats des élections européennes de 2019 à Fontenay-aux-Roses
| Tête de liste  | Tête de liste           | Parti          | Premier tour | Premier tour | Premier tour |
| Tête de liste  | Tête de liste           | Parti          | Voix         | %            | % inscrits   |
| -------------- | ----------------------- | -------------- | ------------ | ------------ | ------------ |
|                | Nathalie Loiseau        | LREM           | 2 409        | 29,77        | 15,85        |
|                | Yannick Jadot           | EELV           | 1 598        | 19,75        | 10,51        |
|                | Jordan Bardella         | RN             | 776          | 9,59         | 5,10         |
|                | François-Xavier Bellamy | LR             | 622          | 7,69         | 4,09         |
|                | Raphaël Glucksmann      | PS             | 620          | 7,66         | 4,08         |
|                | Manon Aubry             | LFI            | 450          | 5,56         | 2,96         |
|                | Benoît Hamon            | G.s            | 287          | 3,55         | 1,89         |
|                | Dominique Bourg         | ECO            | 249          | 3,08         | 1,64         |
|                | Ian Brossat             | PCF            | 242          | 2,99         | 1,59         |
|                | Jean-Christophe Lagarde | UDI            | 230          | 2,84         | 1,51         |
|                | Hélène Thouy            | PA             | 168          | 2,08         | 1,11         |
|                | Nicolas Dupont-Aignan   | DLF            | 153          | 1,89         | 1,01         |
|                | François Asselineau     | UPR            | 110          | 1,36         | 0,72         |
|                | Nagib Azergui           | UDMF           | 44           | 0,54         | 0,29         |
|                | Nathalie Arthaud        | LO             | 40           | 0,49         | 0,26         |
|                | Florian Philippot       | LP             | 29           | 0,36         | 0,19         |
|                | Francis Lalanne         | AJ             | 17           | 0,21         | 0,11         |
|                | Florie Marie            | PIR            | 9            | 0,11         | 0,06         |
|                | Christian Luc Person    | Divers         | 9            | 0,11         | 0,06         |
|                | Olivier Bidou           | Divers         | 8            | 0,10         | 0,05         |
|                | Yves Gernigon           | FED            | 6            | 0,07         | 0,04         |
|                | Sophie Caillaud         | Divers         | 6            | 0,07         | 0,04         |
|                | Pierre Dieumegard       | ESP            | 5            | 0,06         | 0,03         |
|                | Robert de Prévoisin     | AR             | 2            | 0,02         | 0,01         |
|                | Christophe Chalençon    | EC             | 1            | 0,01         | 0,01         |
|                | Nathalie Tomasini       | Divers         | 1            | 0,01         | 0,01         |
|                | Audric Alexandre        | Divers         | 1            | 0,01         | 0,01         |
|                | Renaud Camus            | SIEL           | 0            | 0,00         | 0,00         |
|                | Vincent Vauclin         | EXD            | 0            | 0,00         | 0,00         |
|                | Cathy Corbet            | Divers         | 0            | 0,00         | 0,00         |
|                | Hamada Traoré           | Divers         | 0            | 0,00         | 0,00         |
|                | Gilles Helgen           | Divers         | 0            | 0,00         | 0,00         |
|                | Thérèse Delfel          | ECO            | 0            | 0,00         | 0,00         |
|                | Antonio Sanchez         | PRC            | 0            | 0,00         | 0,00         |
|                |                         |                |              |              |              |
| Inscrits       | Inscrits                | Inscrits       | 15 203       |              | 100,0        |
| Abstentions    | Abstentions             | Abstentions    | 6 889        |              | 45,31        |
| Votants        | Votants                 | Votants        | 8 314        |              | 54,69        |
| Blancs et nuls | Blancs et nuls          | Blancs et nuls | 222          | 2,67         | 1,46         |
| Exprimés       | Exprimés                | Exprimés       | 8 092        | 97,33        | 53,23        |

### 2014
Résultats des élections européennes de 2014 à Fontenay-aux-Roses
| Tête de liste  | Tête de liste         | Parti       | Premier tour | Premier tour | Premier tour |
| Tête de liste  | Tête de liste         | Parti       | Voix         | %            | % inscrits   |
| -------------- | --------------------- | ----------- | ------------ | ------------ | ------------ |
|                | Alain Lamassoure      | UMP         | 1 352        | 18,86        | 8,85         |
|                | Pervenche Berès       | PS          | 1 172        | 16,35        | 7,67         |
|                | Marielle de Sarnez    | MoDem - UDI | 1 053        | 14,69        | 6,89         |
|                | Aymeric Chauprade     | FN          | 883          | 12,32        | 5,78         |
|                | Pascal Durand         | EELV        | 786          | 10,96        | 5,14         |
|                | Patrick Le Hyaric     | FG          | 536          | 7,48         | 3,51         |
|                | Pierre Larrouturou    | ND          | 258          | 3,60         | 1,69         |
|                | Dominique Jamet       | DLR         | 252          | 3,52         | 1,65         |
|                | Corinne Lepage        | Cap21       | 222          | 3,10         | 1,45         |
|                | Isabelle Bordry       | NC          | 173          | 2,41         | 1,13         |
|                | Jean-Marc Governatori | AEI         | 160          | 2,23         |              |
|                | Christine Boutin      | DVD         | 70           | 0,98         |              |
|                | Olivier Besancenot    | NPA         | 54           | 0,75         |              |
|                | Nathalie Arthaud      | LO          | 46           | 0,64         |              |
|                | François Asselineau   | UPR         | 39           | 0,54         |              |
|                |                       |             |              |              |              |
| Inscrits       | Inscrits              | Inscrits    | 15 279       |              | 100,0        |
| Abstentions    |                       |             |              |              |              |
| Votants        |                       |             |              |              |              |
| Blancs et nuls |                       |             |              |              |              |
| Exprimés       |                       |             |              |              |              |

### 2009
Résultats des élections européennes de 2009 à Fontenay-aux-Roses
| Tête de liste  | Tête de liste                  | Parti                   | Premier tour | Premier tour | Premier tour |
| Tête de liste  | Tête de liste                  | Parti                   | Voix         | %            | % inscrits   |
| -------------- | ------------------------------ | ----------------------- | ------------ | ------------ | ------------ |
|                | Michel Barnier                 | UMP                     | 1 936        | 26,17        | 12,30        |
|                | Daniel Cohn-Bendit             | EELV                    | 1 685        | 22,78        | 10,70        |
|                | Harlem Désir                   | PS                      | 1 333        | 18,02        | 8,47         |
|                | Marielle de Sarnez             | MoDem                   | 718          | 9,71         | 4,56         |
|                | Patrick Le Hyaric              | FG                      | 464          | 6,27         | 2,95         |
|                | Jean-Marc Governatori          | AEI                     | 232          | 3,14         | 1,47         |
|                | Omar Slaouti                   | NPA                     | 228          | 3,08         | 1,45         |
|                | Jean-Michel Dubois             | FN                      | 205          | 2,77         | 1,30         |
|                | Jérôme Rivière                 | Libertas                | 174          | 2,35         | 1,11         |
|                | Jean-Pierre Enjalbert          | DLR                     | 160          | 2,16         | 1,02         |
|                | Dieudonné                      | Liste antisioniste      | 77           | 1,04         | 0,49         |
|                | Françoise Castany              | Divers                  | 68           | 0,92         | 0,43         |
|                | Jean-Pierre Mercier            | LO                      | 47           | 0,64         | 0,30         |
|                | Annick du Roscoät              | CNIP                    | 22           | 0,30         | 0,14         |
|                | Élisabeth Barbay               | EDE                     | 9            | 0,12         | 0,06         |
|                | Marianne Ranke-Cormier         | Divers                  | 9            | 0,12         | 0,06         |
|                | Axel de Boer                   | Divers                  | 7            | 0,09         | 0,04         |
|                | André Locussol                 | Divers                  | 6            | 0,08         | 0,04         |
|                | Sabine Herold                  | AL                      | 5            | 0,07         | 0,03         |
|                | Jean-Marie Julia               | Divers                  | 5            | 0,07         | 0,03         |
|                | Alain Mourguy                  | Divers                  | 3            | 0,04         | 0,02         |
|                | Farid Ghehiouèche              | Cannabis sans frontière | 2            | 0,03         | 0,01         |
|                | Patrick Cosseron de Villenoisy | AR                      | 2            | 0,03         | 0,01         |
|                | Jean-Luc Pasquinet             | Europe Décroissance     | 1            | 0,01         | 0,01         |
|                | Gaspard Delanoë                | Divers                  | 0            | 0,00         | 0,00         |
|                | Rolande Perlican               | Communistes             | 0            | 0,00         | 0,00         |
|                | Alain Ducq                     | Divers                  | 0            | 0,00         | 0,00         |
|                |                                |                         |              |              |              |
| Inscrits       | Inscrits                       | Inscrits                | 15 743       |              | 100,0        |
| Abstentions    | Abstentions                    | Abstentions             | 8 203        |              | 52,11        |
| Votants        | Votants                        | Votants                 | 7 540        |              | 47,89        |
| Blancs et nuls | Blancs et nuls                 | Blancs et nuls          | 142          | 1,88         |              |
| Exprimés       | Exprimés                       | Exprimés                | 7 398        | 98,12        |              |

## Élections régionales à Fontenay-aux-Roses

### 2021
Présidente sortante : Valérie Pécresse (Libres !) / Présidente élue : Valérie Pécresse (Libres !)
| Tête de liste | Tête de liste        | Liste                    | Premier tour | Premier tour | Premier tour | Second tour | Second tour | Second tour |
| Tête de liste | Tête de liste        | Liste                    | Voix         | %            | % inscrits   | Voix        | %           | % inscrits  |
| ------------- | -------------------- | ------------------------ | ------------ | ------------ | ------------ | ----------- | ----------- | ----------- |
|               | Valérie Pécresse     | SL-LR-UDI-MR-MoDem diss. | 1 717        | 32,90        | 11,67        | 2 436       | 42,76       | 16,55       |
|               | Julien Bayou         | EÉLV-G•s-GÉ-CÉ-MdP-ND    | 853          | 16,34        | 5,80         | 2 295       | 40,28       | 15,59       |
|               | Audrey Pulvar        | PS-PRG-PP-GRS-MRC        | 747          | 14,31        | 5,08         | 2 295       | 40,28       | 15,59       |
|               | Clémentine Autain    | E!-LFI-PCF-PA-GDS-PG     | 525          | 10,06        | 3,57         | 2 295       | 40,28       | 15,59       |
|               | Laurent Saint-Martin | LREM-Agir-MoDem-TdP      | 646          | 12,38        | 4,39         | 556         | 9,76        | 3,78        |
|               | Jordan Bardella      | RN-LDP                   | 492          | 9,43         | 3,34         | 410         | 7,20        | 2,78        |
|               | Victor Pailhac       | REV-MHAN-MCPA            | 120          | 2,30         | 0,82         |             |             |             |
|               | Nathalie Arthaud     | LO                       | 76           | 1,46         | 0,52         |             |             |             |
|               | Lionel Brot          | DIV                      | 28           | 0,54         | 0,19         |             |             |             |
|               | Fabiola Conti        | Volt-NC-PACE-ANLD        | 15           | 0,29         | 0,10         |             |             |             |
|               | Éric Berlingen       | UDMF                     | 0            | 0,00         | 0,00         |             |             |             |
|               |                      |                          |              |              |              |             |             |             |
| Inscrits      | Inscrits             | Inscrits                 | 14 716       |              | 100,00       | 14 722      |             | 100,00      |
| Abstentions   | Abstentions          | Abstentions              | 9 386        |              | 63,78        | 8 868       |             | 60,24       |
| Votants       | Votants              | Votants                  | 5 330        |              | 36,22        | 5 854       |             | 39,76       |
| Blancs        | Blancs               | Blancs                   | 65           | 1,22         | 0,44         | 79          | 1,35        | 0,54        |
| Nuls          | Nuls                 | Nuls                     | 46           | 0,86         | 0,31         | 78          | 1,33        | 0,53        |
| Exprimés      | Exprimés             | Exprimés                 | 5 219        | 97,92        | 35,46        | 5 697       | 97,32       | 38,70       |

### 2015
Président sortant : Jean-Paul Huchon (PS) / Présidente élue : Valérie Pécresse (LR)
Résultats des élections régionales de 2015 à Fontenay-aux-Roses
| Tête de liste | Tête de liste           | Liste                           | Premier tour | Premier tour | Premier tour | Second tour | Second tour | Second tour |
| Tête de liste | Tête de liste           | Liste                           | #            | %            | % inscrits   | #           | %           | % inscrits  |
| ------------- | ----------------------- | ------------------------------- | ------------ | ------------ | ------------ | ----------- | ----------- | ----------- |
|               | Claude Bartolone        | PS - PRG - MRC - GE - MDP - UDE | 2 211        | 30,35        | 14,00        | 4 140       | 48,73       | 26,21       |
|               | Emmanuelle Cosse        | EELV - Cap21                    | 711          | 9,76         | 4,50         | 4 140       | 48,73       | 26,21       |
|               | Pierre Laurent          | FG                              | 499          | 6,85         | 3,16         | 4 140       | 48,73       | 26,21       |
|               | Valérie Pécresse        | LR - UDI - MoDem - PCD          | 2 240        | 30,74        | 14,18        | 3 573       | 42,06       | 22,62       |
|               | Wallerand de Saint-Just | FN                              | 943          | 12,94        | 5,97         | 782         | 9,21        | 4,95        |
|               | Nicolas Dupont-Aignan   | DLF                             | 416          | 5,71         | 2,63         |             |             |             |
|               | Nathalie Arthaud        | LO                              | 80           | 1,10         | 0,51         |             |             |             |
|               | François Asselineau     | UPR                             | 69           | 0,95         | 0,44         |             |             |             |
|               | Valérie Sachs           | NC                              | 56           | 0,77         | 0,35         |             |             |             |
|               | Aurélien Véron          | PLD - GC                        | 34           | 0,47         | 0,22         |             |             |             |
|               | Sylvain De Smet         | DVE - PP - CVB - CSF            | 20           | 0,27         | 0,13         |             |             |             |
|               | Dawari Horsfall         | UC                              | 7            | 0,10         | 0,04         |             |             |             |
|               | Nizarr Bourchada        | UDMF                            | 0            | 0,00         | 0,00         |             |             |             |
|               |                         |                                 |              |              |              |             |             |             |
| Inscrits      | Inscrits                | Inscrits                        | 15 796       |              | 100,00       | 15 796      |             | 100,00      |
| Abstentions   | Abstentions             | Abstentions                     | 8 321        |              | 52,68        | 7 043       |             | 44,59       |
| Votants       | Votants                 | Votants                         | 7 475        |              | 47,32        | 8 753       |             | 55,41       |
| Blancs        | Blancs                  | Blancs                          | 127          | 1,70         | 0,80         | 159         | 1,82        | 1,01        |
| Nuls          | Nuls                    | Nuls                            | 62           | 0,83         | 0,39         | 99          | 1,13        | 0,63        |
| Exprimés      | Exprimés                | Exprimés                        | 7 286        | 97,47        | 46,13        | 8 495       | 97,05       | 53,78       |

### 2010
Président sortant : Jean-Paul Huchon (PS) / Président élu : Jean-Paul Huchon (PS)
Résultats des élections régionales de 2010 à Fontenay-aux-Roses
| Tête de liste  | Tête de liste           | Liste                   | Premier tour | Premier tour | Premier tour | Second tour | Second tour | Second tour |
| Tête de liste  | Tête de liste           | Liste                   | #            | %            | % inscrits   | #           | %           | % inscrits  |
| -------------- | ----------------------- | ----------------------- | ------------ | ------------ | ------------ | ----------- | ----------- | ----------- |
|                | Jean-Paul Huchon        | PS - PRG - MRC          | 2 187        | 29,05        |              | 4 702       | 61,64       |             |
|                | Cécile Duflot           | EELV - Cap21            | 1 349        | 17,92        |              | 4 702       | 61,64       |             |
|                | Pierre Laurent          | FG                      | 503          | 6,68         |              | 4 702       | 61,64       |             |
|                | Valérie Pécresse        | Majorité présidentielle | 1 887        | 25,06        |              | 2 926       | 38,36       |             |
|                | Marie-Christine Arnautu | FN                      | 472          | 6,27         |              |             |             |             |
|                | Alain Dolium            | MoDem - GÉ              | 383          | 5,09         |              |             |             |             |
|                | Nicolas Dupont-Aignan   | DLR - CNI               | 306          | 4,06         |              |             |             |             |
|                | Olivier Besancenot      | NPA                     | 210          | 2,79         |              |             |             |             |
|                | Jean-Marc Governatori   | AEI                     | 103          | 1,37         |              |             |             |             |
|                | Axel de Boer            | Liste chrétienne        | 64           | 0,85         |              |             |             |             |
|                | Jean-Pierre Mercier     | LO                      | 37           | 0,49         |              |             |             |             |
|                | Almamy Kanoute          | Émergence               | 28           | 0,37         |              |             |             |             |
|                |                         |                         |              |              |              |             |             |             |
| Inscrits       | Inscrits                | Inscrits                | 15 683       |              | 100,00       | 15 683      |             | 100,00      |
| Abstentions    | Abstentions             | Abstentions             | 7 996        |              | 50,99        | 7 674       |             | 48,93       |
| Votants        | Votants                 | Votants                 | 7 687        |              | 49,01        | 8 009       |             | 51,07       |
| Blancs et nuls | Blancs et nuls          | Blancs et nuls          | 158          | 2,06         | 1,01         | 381         | 4,76        | 2,43        |
| Exprimés       | Exprimés                | Exprimés                | 7 529        | 97,94        | 48,01        | 7 628       | 95,24       | 48,64       |

## Élections départementales à Fontenay-aux-Roses

### 2021
| Candidats               | Partis      | Partis      | Premier tour | Premier tour | Premier tour | Second tour | Second tour | Second tour |
| Candidats               | Partis      | Partis      | Voix         | %            | % inscrits   | Voix        | %           | % inscrits  |
| ----------------------- | ----------- | ----------- | ------------ | ------------ | ------------ | ----------- | ----------- | ----------- |
| Anne-Christine Bataille |             | DVD         | 2 171        | 41,75        | 14,75        | 2 920       | 51,64       | 19,83       |
| Laurent Vastel          |             | UDI         | 2 171        | 41,75        | 14,75        | 2 920       | 51,64       | 19,83       |
| Lounes Adjroud          |             | PS          | 1 694        | 32,58        | 11,51        | 2 734       | 48,36       | 18,57       |
| Astrid Brobecker        |             | EELV        | 1 694        | 32,58        | 11,51        | 2 734       | 48,36       | 18,57       |
| Michel Faye             |             | SE          | 518          | 9,96         | 3,52         |             |             |             |
| Christine Vicari        |             | SE          | 518          | 9,96         | 3,52         |             |             |             |
| Juliette Chatelain      |             | RN          | 440          | 8,46         | 2,99         |             |             |             |
| David Delorme-Monsarrat |             | RN          | 440          | 8,46         | 2,99         |             |             |             |
| Marie-Claire Cailletaud |             | PCF         | 377          | 7,25         | 2,29         |             |             |             |
| Romuald Pain            |             | PCF         | 377          | 7,25         | 2,29         |             |             |             |
|                         |             |             |              |              |              |             |             |             |
| Inscrits                | Inscrits    | Inscrits    | 14 716       |              | 100,00       | 14 722      |             | 100,00      |
| Abstentions             | Abstentions | Abstentions | 9 367        |              | 63,65        | 8 850       |             | 60,11       |
| Votants                 | Votants     | Votants     | 5 349        |              | 36,35        | 5 872       |             | 39,89       |
| Blancs                  | Blancs      | Blancs      | 92           | 1,72         | 0,63         | 134         | 2,28        | 0,91        |
| Nuls                    | Nuls        | Nuls        | 57           | 1,07         | 0,39         | 84          | 1,43        | 0,57        |
| Exprimés                | Exprimés    | Exprimés    | 5 200        | 97,21        | 35,34        | 5 654       | 96,29       | 38,41       |

### 2015
| Candidats               | Partis      | Partis      | Premier tour | Premier tour | Premier tour | Second tour | Second tour | Second tour |
| Candidats               | Partis      | Partis      | Voix         | %            | % inscrits   | Voix        | %           | % inscrits  |
| ----------------------- | ----------- | ----------- | ------------ | ------------ | ------------ | ----------- | ----------- | ----------- |
| Anne-Christine Bataille |             | UMP         | 2 921        | 41,19        | 18,83        | 3 742       | 55,35       | 24,12       |
| Laurent Vastel          |             | UDI         | 2 921        | 41,19        | 18,83        | 3 742       | 55,35       | 24,12       |
| Jacqueline Segré        |             | PS          | 2 032        | 28,66        | 13,10        | 3 019       | 44,65       | 19,46       |
| Patrick Widloecher      |             | PS          | 2 032        | 28,66        | 13,10        | 3 019       | 44,65       | 19,46       |
| Ghyslaine Schmitt       |             | FN          | 883          | 12,45        | 5,69         |             |             |             |
| Damien Yvenat           |             | FN          | 883          | 12,45        | 5,69         |             |             |             |
| Amandine Ligerot        |             | EELV        | 734          | 10,35        | 4,73         |             |             |             |
| Maxime Messier          |             | EELV        | 734          | 10,35        | 4,73         |             |             |             |
| Marie-Claire Cailletaud |             | FG          | 521          | 7,35         | 3,36         |             |             |             |
| Jean-Marc Lelièvre      |             | FG          | 521          | 7,35         | 3,36         |             |             |             |
|                         |             |             |              |              |              |             |             |             |
| Inscrits                | Inscrits    | Inscrits    | 15 513       |              | 100,00       | 15 513      |             | 100,00      |
| Abstentions             | Abstentions | Abstentions | 8 241        |              | 53,12        | 8 401       |             | 54,15       |
| Votants                 | Votants     | Votants     | 7 272        |              | 46,88        | 7 112       |             | 45,85       |
| Blancs                  | Blancs      | Blancs      | 124          | 1,71         | 0,80         | 242         | 3,40        | 1,56        |
| Nuls                    | Nuls        | Nuls        | 57           | 0,78         | 0,37         | 109         | 1,53        | 0,70        |
| Exprimés                | Exprimés    | Exprimés    | 7 091        | 97,51        | 45,71        | 6 761       | 95,06       | 43,58       |